# Grau (música)
Na teoria musical, o grau musical representa a função e a importância de cada nota musical na escala musical diatônica e na tonalidade. Determina o momento harmônico dentro de uma tonalidade, onde cada grau é representado por um número romano e recebe um nome próprio de acordo com sua função:
| Ordem | Grau | Nome           | Função |
| ----- | ---- | -------------- | --- |
| 1º    | I    | Tônica         | repouso natural da tonalidade |
| 2º    | II   | Supertônica    | grau acima da tônica |
| 3º    | III  | Mediante       | grau intermediário entre a tônica e a dominante |
| 4º    | IV   | Subdominante   | grau abaixo da dominante |
| 5º    | V    | Dominante      | quinto grau a partir da tônica |
| 6º    | VI   | Sobredominante | grau intermediário (terça) entre a subdominante e a tônica da oitava superior |
| 7º    | VII  | Sensível       | subtônica quando o intervalo relativo à tônica superior é de um tom (escala menor natural); sensível quando o intervalo relativo à tônica superior é de um semitom (escala maior, escala menor harmônica e escala menor melódica) |

Os acordes de cada tonalidade são construidos a partir dos graus e exercem funções específicas.

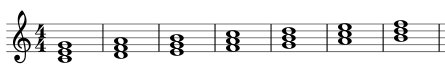
Triades